# Khaouserrê
Khaouserrê est, selon certains spécialistes dont Jacques Kinnaer, peut-être le troisième roi, de la XIVe dynastie. Son règne aurait duré environ dix ans, de 1770 à 1760 avant notre ère ou plus tard, de 1750 à 1740, voire vers 1710. 
Son nom de naissance est Qâreh. Le nom de Qâreh est un nom sémitique occidental qui signifie « Le chauve ». Ce nom a été précédemment mal interprété comme Qar, Qur et Qal. Alternativement, Qâreh pourrait avoir été un vassal ultérieur des rois Hyksôs de la XVe dynastie et serait alors classé comme un roi de la XVIe dynastie.
Il règne depuis Avaris sur une partie du delta du Nil. Il n'est pas mentionné par le canon royal de Turin.

## Attestations

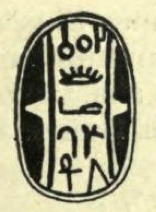
Sceau-scarabée avec le nom de Nesout-bity Khaouserrê.

Qâreh Khaouserrê est attesté par trente sceaux royaux inscrits à son nom, dont un seul a une provenance connue : Jéricho en Canaan. Son nom Qâreh est attesté par huit sceaux et son nom de roi Khaouserrê est attesté par vingt-deux sceaux.

## Identification
L'égyptologue Kim Ryholt assimile le nom Qâreh au prénom Khaouserrê, qui n'est également attesté que par des sceaux de scarabées. La position chronologique de Khaouserrê est incertaine, Ryholt et Darrell Baker le plaçant comme troisième roi de la XIVe dynastie sur la base du style de ses sceaux. En revanche, Thomas Schneider et Jürgen von Beckerath le considèrent comme un souverain de la XVIe dynastie, tandis que James Peter Allen propose qu'il soit un souverain Hyksôs du début de la XVe dynastie.